# Arce (Itàlia)
Arce (en napolità: Arcë) és un comune (municipi) de la província de Frosinone, a la regió italiana del Laci. És un centre agrícola situat sobre un turó amb vistes a la Via Casilina, a la Vall Llatina i a la vall mitjana del riu Liri.
Arce limita amb els municipis de Ceprano, Colfelice, Falvaterra, Fontana Liri, Monte San Giovanni Campano, Rocca d'Arce, San Giovanni Incarico i Strangolagalli.
A 31 de desembre de 2018 tenia 5.633 habitants.

## Història
El nom Arce deriva de la paraula romana Arx, o fortalesa, o d'Arcanum, la muntanya sobre la qual es troba la zona. La primera vegada que es troba el nom d'Arce en un document és a la Cosmografia de Ravenna del segle vii. Aleshores formava part de l'Imperi romà d'Orient.
El 702, Arce va ser presa pel llombard Gisulf I de Benevent, convertint-se així en la possessió del Ducat de Benevent. El 846 i el 877 Arce va ser presa i saquejada pels sarraïns i de nou, el 937, pels magiars. Al final del segle x, Arce va ser donada pel llombard príncep de Capua als  monjos de Montecassino, que la van ocupar fins al 1058, quan els normand Ricard I de Càpua, Comte d'Aversa, en va prendre possessió. El 1191, Arce va ser pres pel Sant emperador romà Enric VI. El 1230, quan va tornar de Terra Santa, el fill d'aquest últim, Frederic II, es va tornar a fer càrrec d'Arce. El 1265, la ciutat, defensada en va per les tropes de Manfred I de Sicília, va ser presa per Carles I d'Anjou. Sota els Anjou, Arce va ser concedida en feu primer a la família Cantelmo, després a la família Della Rovere. La família Della Rovere va tenir Arce com a feu fins al 1612, quan va ser comprada per Giacomo Boncompagni (Ducat d'Arce i Ducat de Sora). El 1796 la dominació de la família Boncompagni va acabar i la ciutat va ser agregada al Regne de Nàpols. El límit amb l'Estat Papal estava marcat per 14 pedres.
El 1856 es va obrir la carretera de Civita Farnese, que encara avui enllaça Arce amb Itri, a prop de la costa de la mar Tirrena. El 4 de desembre de 1884 es va inaugurar la línia de ferrocarril Roccasecca-Arce, que posteriorment es va ampliar fins Avezzano. El 1927, amb la desmembració de l'antiga província de Caserta, de la qual formava part, es va incloure a la província de Frosinone. A la fi de la Segona Guerra Mundial, Arce va ser ocupada per tropes alemanyes fins al 29 de maig de 1944, quan van arribar les tropes aliades de Cassino.

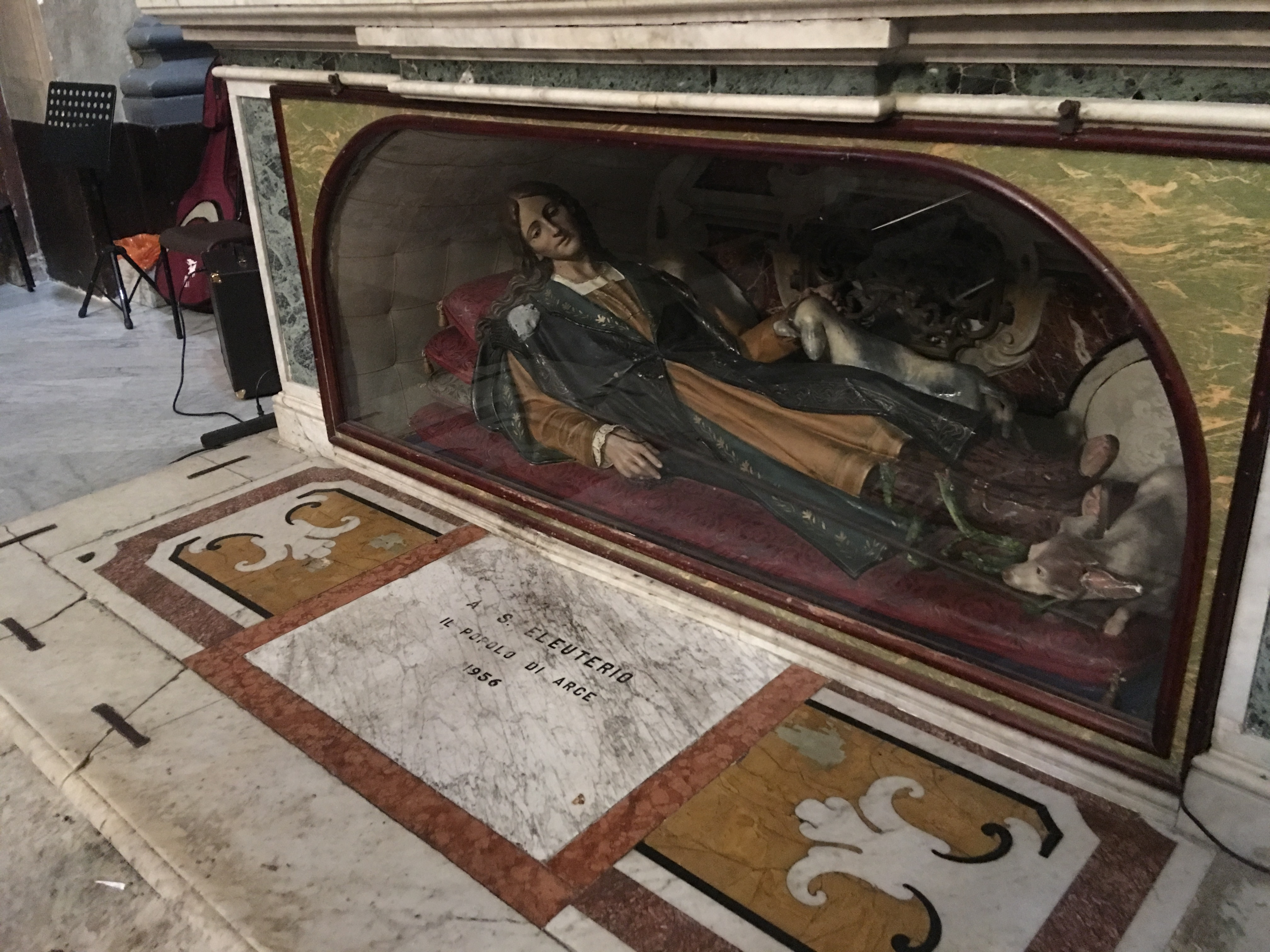
Estàtua de Sant’Eleuterio dins de l'església de San Pietro e Paolo.

## Llocs d'interès
Entre els llocs d'interès trobem l'església parroquial d'estil barroc Santi Pietro e Paolo (de finals del segle xvii), l'església de Sant'Antonio, amb un portal del segle xiii, i la Torre del Pedaggio. La zona arqueològica de Fregellae es troba a prop.

## Economia
L'economia inclou la producció de vins biodinàmics, cereals, fruites, olives i farratge.